# Томас Вудс
Томас Ернест Вудс-молодший (1 серпня 1972 , Мелроуз, Массачусетс ) — американський письменник і коментатор-лібертаріанець, старший науковий співробітник Інституту Мізеса. Вудс є прихильником австрійської школи економіки. Він веде щоденний подкаст «Шоу Тома Вудса», а раніше був співведучим щотижневого подкасту «Contra Круґмана» .
Вудс отримав докторську ступінь з історії в Колумбійському університеті в 2000 році. Вперше привернув увагу ЗМІ, написавши «Політично некоректного путівника з американської історії» у 2004 році, який пропагував лібертаріанське тлумачення американської історії та став бестселером New York Times. Його подальші праці допомагали просуванню лібертаріанства та лібертаріанських політичних діячів, таких як колишній конгресмен і кандидат у президенти Рон Пол. Його книга Meltdown 2009 року про фінансову кризу 2007—2008 років, також стала бестселером Нью-Йорк таймс.

## Навчання та діяльність
Вудс здобув ступінь бакалавра в Гарвардському університеті, а також ступінь магістра та доктора філософії в Колумбійському університеті, всі з історії. 
Томас Вудс працює старшим науковим співробітником Інституту Людвіга фон Мізеса в Оберні, штат Алабама та входить до редакційної колегії Інституту Libertarian Papers. Вудс був одним із засновників Ліги Півдня. У 1995 і 1996 роках Вудс був стипендіатом ISI Richard M. Weaver. У серпні 2020 року Вудс приєднався до консультативної ради комітету політичних дій Конгресу Мізеса, де він також працює з 10 квітня 2022 року.
Вудс отримав у 2019 році премію Гаєка від Австрійського економічного центру у Відні та нагороди від Незалежного інституту та Інституту гуманітарних досліджень Університету Джорджа Мейсона. Між 1995 і 2005 роками він отримав 8000 доларів від Фонду Ерхарта. Його книга «Церква і ринок: Католицька оборона вільної економіки» (2005) отримала першу премію в розмірі 50 000 доларів США на церемонії нагородження  «Templeton Enterprise Awards» 2006 року.

## Публікації
Томас Вудс - автор двадцяти книг. Його книга «Політично некоректний путівник з американської історії» увійшла до списку бестселерів газети «Нью-Йорк Таймс» у м'якій палітурці в 2005 році Книга Meltdown 2009 року також потрапила в список бестселерів у 2009 році Вудс має багато статей, опублікованих у багатьох популярних та наукових періодичних виданнях, зокрема в American Historical Review, Christian Science Monitor, Investor's Business Daily, Modern Age, American Studies, Journal of Markets & Morality, New Oxford Review, The Freeman, Independent Review, Journal des Économistes et des Études Humaines, AD2000, Crisis, Human Rights Review, Catholic Historical Review, Catholic Social Science Review та The American Conservative.

## Погляди
Томас Вудс — ротбардівський анархо-капіталіст і лібертаріанець.

### Лібертаріанство

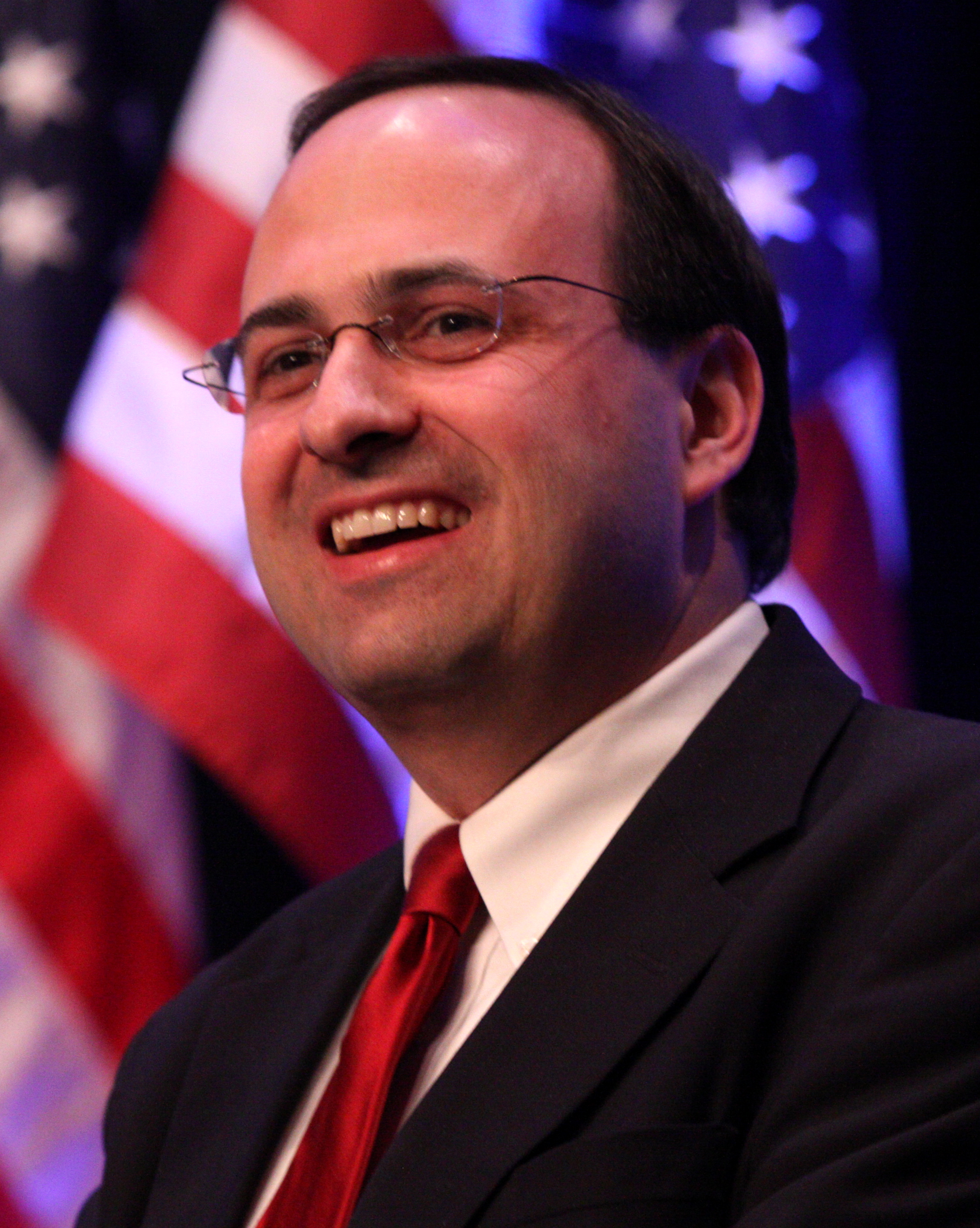
Вудс у 2011 році

Том Вудс прихильник лібертаріанства, точніше ротбардівських або анархо-капіталістичних поглядів, який опираються на думку, що індивідуальні та групові права, права власності, мир, вільний ринок і принцип ненападу є першочерговими та вони мають протистояти колективізму, насильству та примусу.  Погляд Вудса на лібертаріанство підкреслює важливість агоризму, додаткових валют (таких як криптовалюта та дорогоцінні метали) і політичного активізму для зменшення ролі державної влади.

### Конституція США
Вудс став співавтором книги «Хто вбив Конституцію?» з Кевіном Гутцманом, професором історії Університету штату Західний Коннектикут. Вудс та Гутцман критикують те, що вони вважають неконституційним політичним перевищенням, починаючи від Першої світової війни до адміністрації Обами. Вудс пропагував погляди Лісандра Спунера, який стверджував, що Конституція не має авторитету, оскільки громадськість не дала на неї чіткої згоди і тому, що федеральна влада, на його думку, не дотримувався своїх зобов'язань і обмежень.
Вудс відстоює теорію компактності та просуває юридичну теорію анулювання, яку підтримували Томас Джефферсон та Джеймс Медісон у Резолюціях Кентуккі та Вірджинії. У резолюціях стверджується, що штати зобов’язані протистояти неконституційним федеральним актам. У своїй книзі « Анулювання» він докладно описує історію й обґрунтування анулювання та його прийняття різними політичними рухами, включаючи аболіціоністів, рабовласників та тих, хто виступає проти митних платежів. Далі він пропонує анулювання як інструмент, який штати можуть використовувати для перевірки повноважень федерального уряду. Таким чином, Вудс є прихильником Центру десятої поправки до Конституції США, який прагне протистояти тому, що він вважає федеральним перевищенням за допомогою дій штату.
Вудс розглядає Білль про права як обмеження виключно федеральної влади, а не влади штатів. У статті для журналу Southern Partisan у 1997 році Вудс писав: «Білль про права, на який помилково посилаються сучасні громадянські лібертаріанці, ніколи не мав на меті захистити людей від урядів штатів. Джефферсон далеко не єдиний, хто наполягає тому, що лише федеральному урядові заборонено регулювати питання преси, відносини між церквою та державою тощо. Держави можуть робити в цих сферах, як їм заманеться»

### Католицизм
Вудс був охрещений в римо-католицькій церкві, перейшовши з лютеранства. Він написав книгу «Як католицька церква будувала західну цивілізацію». Протягом одинадцяти років Томас Вудс працював помічником редактора журналу Latin Mass Magazine, який виступає за традиційний католицизм. Будучи католиком-традиціоналістом, Вудс також відомий через книги, в яких критикує церкву після II Ватиканського собору. Вудс виступає за те, що він називає тридентською месою та культурним консерватизмом.

### Консерватизм

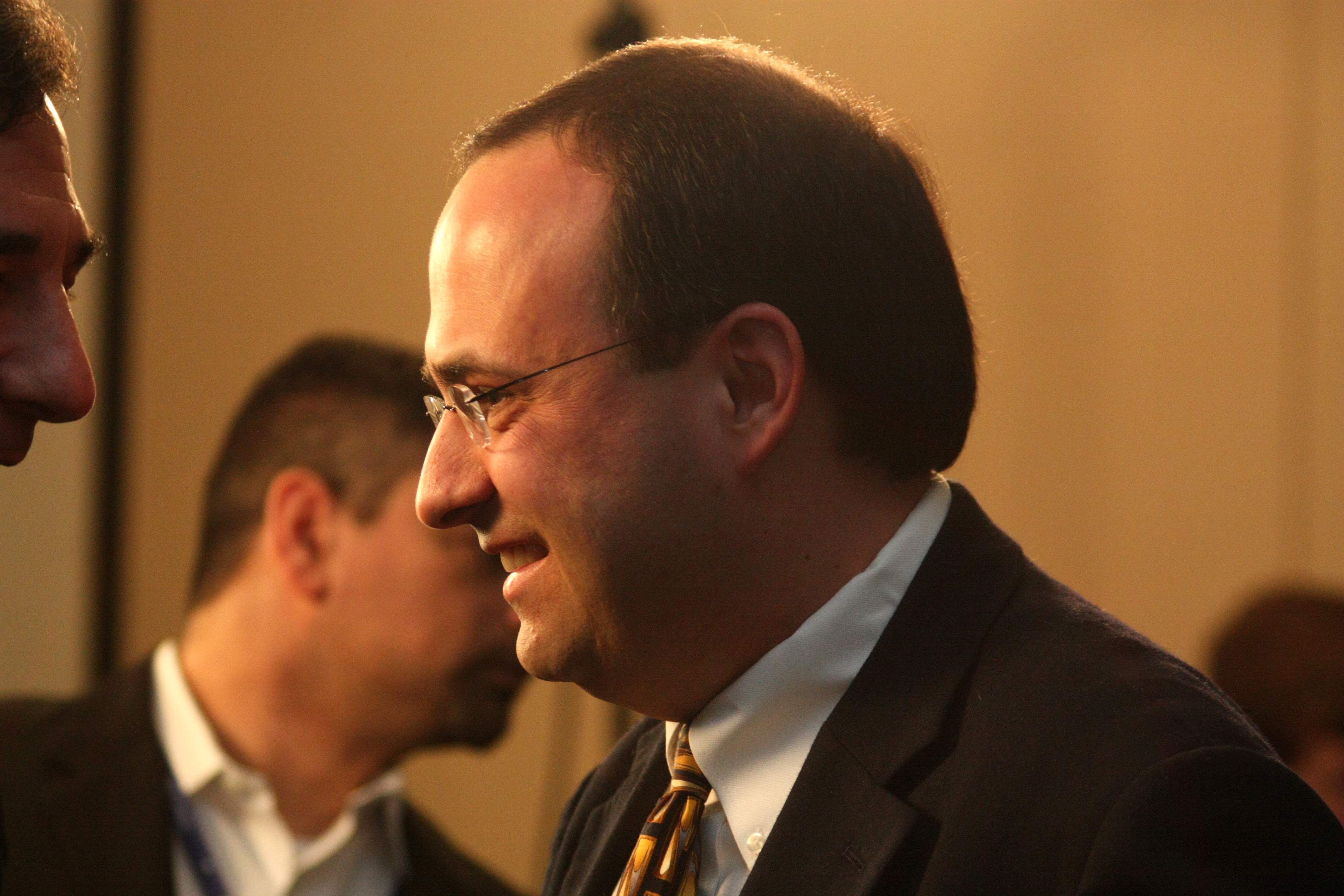
Том Вудс на Конференції консервативної політичної дії у лютому 2010 року.

В інтерв'ю 2011 року Вудс сказав, що вступив до Гарварду як «середній республіканець, що найбільше приводить мене в божевілля сьогодні», а потім став «повноправним лібертаріанцем». Він розкритикував тих, кого він вважав «неоконсерваторами», та ідентифікував як традиціоналістських консерваторів.
Політично некоректний посібник Вудса з американської історії був негативно рецензований коментатором Максом Бутом із The Weekly Standard. Бут звинуватив Вудса в тому, що він надмірно симпатизував південцям, таким як Джон К. Келхун, і їхній вірі в право штату на відокремлення та анулювання держави, водночас перебільшуючи мілітаризм Франкліна Д. Рузвельта, Гаррі С. Трумена та Білла Клінтона. Вудс у відповідь розкритикував Бута як втілення «всього, що не відповідає сучасному консерватизму». Історик Девід Грінберг розкритикував книгу як «жваву екскурсію в історію США від колоніальних до клінтонівських часів, відфільтровану крізь призму ультраправих»
Суддя Джеймс Хейлі, навпаки, похвалив книгу в консервативній Weekly Standard як «переконливе спростування ліберальних настроїв, що вписуються в поточні історичні тексти». Вудс у відповідь розкритикував Бута як втілення «усього, що не так з сучасним консерватизмом».

### Економіка
Вудс досить критично ставився до кейнсіанської економіки. Раніше, з вересня 2015 року по червень 2020 року Вудс разом із економістом Робертом П. Мерфі, був одним із ведучих подкасту Contra Krugman, у якому критикував колонки новокейнсіанського лауреата Нобелівської премії економіста Пола Круґмана. Вудс був прихильником твердих грошей і критично ставиться до Федеральної резервної системи та інших центральних банків, які він вважає відповідальними за неприродну інфляцію та економічний цикл.

### Приналежність до Ліги Півдня
У 1994 році Вудс був одним із засновників Ліги Півдня, за що його критикували Вудс стверджував, що Ліга змінила свою політику і не була расистською чи антисемітською в 1994 році У статті 2005 року в журналі Reason Magazine Вудса за його історію в організації неоконфедерацизму, назвали таким, що його погляди означають, що він не є лібертаріанцем. Автор також зазначив, що він часто писав у журналі групи The Southern Patriot, до 1997 року, і отримав цитату від Вудса, в якій зазначено, що він не погоджується з більшістю поглядів, висловлених у згаданих публікаціях. Того ж року в статті члена Ліги Півдня, опублікованій в The American Conservative, високо оцінено минуле Вудса в групі, його книгу та погляди, висловлені в організації, особливо ті, що стосувалися Конфедерації та того, як її поразка була «визначальною» в момент, коли Сполучені Штати Америки здійснили свої кроки до безодні жахливої централізованої держави, безкорінного суспільства та декадентської культури, які ми маємо сьогодні".
У 2013 році в статті некомерційної організації Political Research Associates, яка вивчає праві групи білих расистів і екстремістів, зазначалося, що Вудс часто виступав на заходах неоконфедератів, починаючи з 1990-х років, поряд із внеском до американського Проєкту «Сецесія», що розпочався 2000 року. Автори зазначили, що стаття 1997 року, написаній Вудсом у неоконфедеративному журналі «Southern Partisan», він написав у авторському рядку, що він був «членом-засновником Ліги Півдня». Стаття 2014 року Алана Кійза в організації «Відновити Америку» критикувала Вудса за його «сецесіоністське лібертаріанство» та його постійну причетність до членів «Ліги білих расистів Півдня», хоча вказувалося, що, ймовірно, він був наївним у своїх поглядах, але не расистом.
У 2018 році Вудс стверджував, що Ліга була заснована як «децентралістська» організація, а потім зробила «драматичний» і «жорстокий» поворот до расизму та антисемітизму. Вудс стверджував: «Щоб показати, що організація зазнала кардинальних змін, мені зовсім не потрібно наймати приватного детектива. Сам президент Ліги написав, що вніс «свідомі зміни» в Лігу, так що «ми радикалізувалися, відкрито і прямо розглянувши питання негритянського та єврейського питання». Ось чітке визнання того, що вже було очевидним для будь-кого з доброї волі: це не Ліга, до якої ми з Джеффрі Такером приєдналися в 1994 році. Той, хто говорить інакше, не розуміє, про що він говорить. Ось чому всі доктори наук, присутні при заснуванні Ліги, включаючи одного з провідних світових учених Девіда Юма, судячи з усього, давно пішли в минуле — як зараз визнає навіть Юридичний центр боротьби з бідністю» В інтерв'ю Метту Велчу з Reason TV Вудс заявив: «Будь-хто мене знає або слухає, той знає, що я не був би причетний до чогось зловісного. Проблема в тому, що я не буду вибачатися, тому що в групі, до якої я приєднався, була купа ботанів-учених, як я, і з цією групою не було нічого поганого. Я міг би врятуватися від величезного горя, якби я вибачився, але я не буду вибачатися за це, тому що я втомився від боягузів, які піддаються такому тиску».

### COVID-19
Під час пандемії Covid-19 Вудс критикував заходи громадського здоров'я, спрямовані на контроль за поширенням вірусу, ставлячи під сумнів їхню ефективність і пояснюючи передбачувану небезпеку соціального дистанціювання, носіння масок для обличчя та обов'язкового карантину. Його заяви від 7 листопада 2020 року під назвою Dangers of the Covid Cult, які виступали проти цих нефармацевтичних втручань, були визнані оманливими та спростовані компанією Health Feedback (член мережі безпеки вакцин ВООЗ), яку Вудс заперечував. YouTube видалив завантажене Інститутом Мізеса відео за порушення медичної дезінформації. 6 квітня 2022 року Вудс закликав до «повномасштабного знищення того, чим займалася система громадського здоров’я протягом останніх півстоліття».

## Подкасти

### Шоу Тома Вудса
З вересня 2013 року Вудс випускає щоденний подкаст «Шоу Тома Вудса», який спочатку розміщувався на вебсайті інвестиційного брокера Пітера Шиффа. На подкастах, які зараз архівуються на власному вебсайті Вудса, Вудс дає інтерв'ю на економічні теми, зовнішню політику та історію.

### Contra Krugman
У вересні 2015 року Вудс розпочав щотижневий подкаст Contra Krugman з економістом Робертом П. Мерфі, який критикує колонки економіста Пола Круґмана Нью-Йорк таймс, аналізуючи точки зору Круґмана через призму принципів австрійської школи економіки вільного ринку. Підкаст мав на меті викладати економіку, «розкриваючи та розбираючи помилки Круґмана». Останній епізод подкасту вийшов 11 червня 2020 року.

### Автор
- The Great Façade: Vatican II and the Regime of Novelty in the Catholic Church (co-authored with Christopher Ferrara; 2002) ISBN 1-890740-10-1
- The Church Confronts Modernity: Catholic Intellectuals and the Progressive Era (2004) ISBN 0-231-13186-0
- The Politically Incorrect Guide to American History (2004) ISBN 0-89526-047-6
- The Church and the Market: A Catholic Defense of the Free Economy (2005) ISBN 0-7391-1036-5
- How the Catholic Church Built Western Civilization (2005) ISBN 0-89526-038-7
- 33 Questions About American History You're Not Supposed to Ask (2007) ISBN 0-307-34668-4
- Sacred Then and Sacred Now: The Return of the Old Latin Mass (2007) ISBN 978-0-9793540-2-1
- Who Killed the Constitution?: The Fate of American Liberty from World War I to George W. Bush (co-authored with Kevin Gutzman; 2008) (ISBN 978-0-307-40575-3)
- Beyond Distributism (2008)
- Meltdown: A Free-Market Look at Why the Stock Market Collapsed, the Economy Tanked, and Government Bailouts Will Make Things Worse (February 2009) (ISBN 1-5969-8587-9 та 978-1-5969-8587-2)
- Nullification: How to Resist Federal Tyranny in the 21st Century (2010) ISBN 1-59698-149-0
- Rollback: Repealing Big Government Before the Coming Fiscal Collapse (2011) ISBN 1-59698-141-5
- Real Dissent: A Libertarian Sets Fire to the Index Card of Allowable Opinion (2014) ISBN 1-50084-476-4

### Редактор
- Choate, Rufus (2002). The Political Writings of Rufus Choate. Gateway Editions. ISBN 0-89526-154-5.
- Brownson, Orestes (2003). The American Republic. Gateway Editions. ISBN 0-89526-072-7.
- Rothbard, Murray (2007). The Betrayal of the American Right. Ludwig von Mises Institute. ISBN 978-1-933550-13-8.
- We Who Dared to Say No to War: American Antiwar Writing from 1812 to Now. Basic Books. 2007. ISBN 978-1-56858-385-3. (Co-edited with Murray Polner.)
- Back on the Road to Serfdom: The Resurgence of Statism. ISI. 2010. ISBN 978-1-935191-90-2.